# Disulfure de tungstène
Le disulfure de tungstène, ou sulfure de tungstène(IV), est un composé chimique de formule WS2. Il se présente sous la forme d'une poudre gris-bleu tirant sur le noir ininflammable et très peu soluble dans l'eau cristallisant dans le système hexagonal avec le groupe d'espace P63mmc (no 194) et les paramètres a = 313,2 pm et c = 1 232,3 pm. On en connaît également une structure cristalline trigonale du groupe d'espace R3m (no 160) avec les paramètres a = 315,8 pm et c = 1 849 pm. Il existe naturellement dans un minéral rare appelé tungsténite (en). On le retrouve dans certains catalyseurs d'hydrodésulfuration et d'hydrodénitrification (en).
Le WS2 adopte une structure lamellaire semblable à celle du disulfure de molybdène MoS2, avec les atomes des tungstène dans la sphère de coordination prismatique trigonale, à la place des atomes de molybdène, et peut former des nanotubes minéraux, découverts en 1992 en chauffant un échantillon mince de WS2.
Le disulfure de tungstène peut être obtenu directement en faisant réagir du tungstène avec du soufre :
W + 2 S ⟶ WS2.
Il peut également être obtenu en faisant réagir du trioxyde de tungstène WO3 avec du soufre :
2 WO3 + 7 S ⟶ 2 WS2 + 3 SO2.